# Aladdin (Musical)

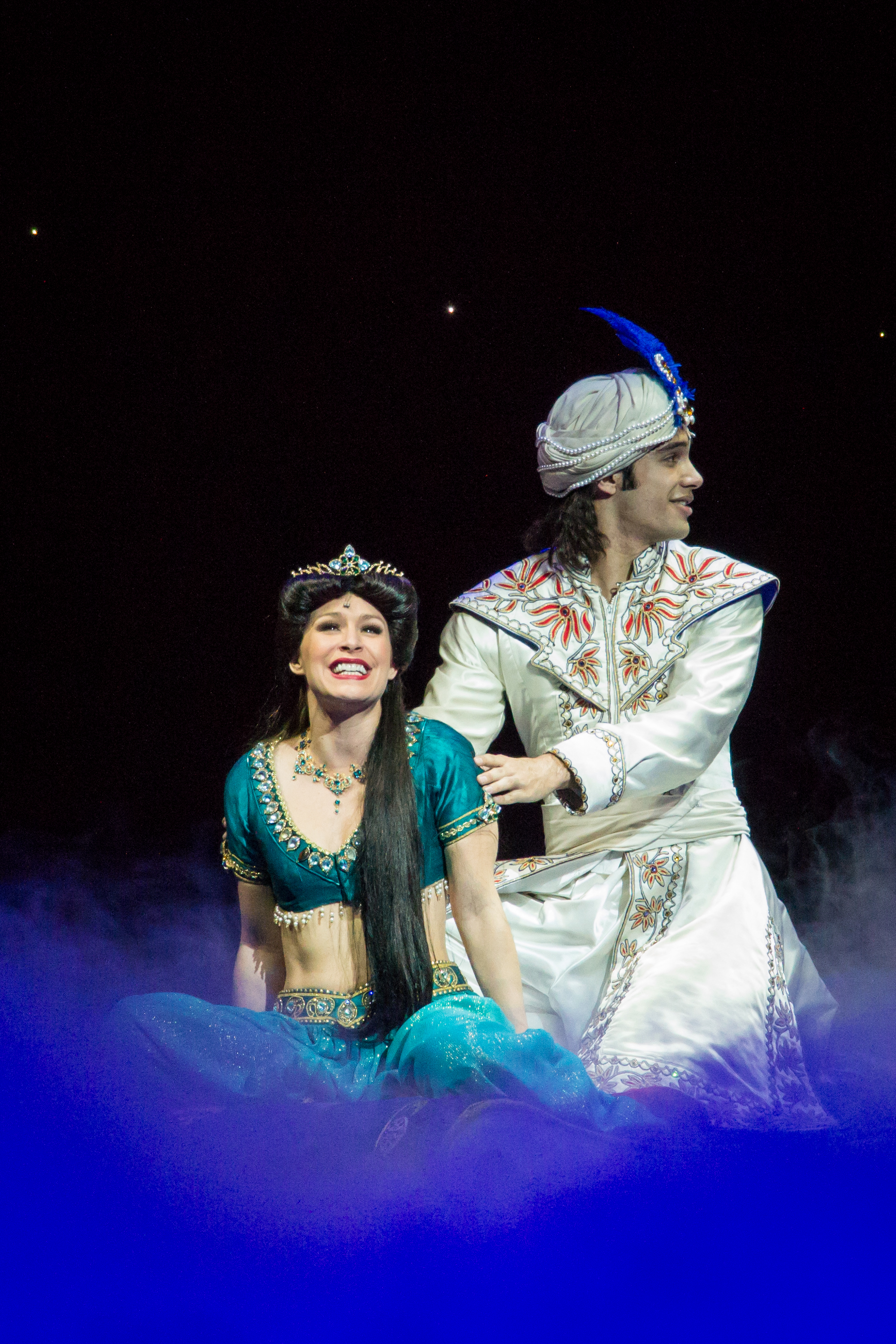
Aladdin und Jasmin in Musical-Aufführung im Disney California Adventure Park, 2013.

Aladdin ist ein Musical basierend auf der gleichnamigen Disneyverfilmung. Alan Menken komponierte die Musik, Howard Ashman, Tim Rice und Chad Beguelin verfassten die Liedtexte. Aladdin wurde am 7. Juli 2011 in Seattle uraufgeführt, die erste Aufführung am Broadway fand am 20. März 2014 im New Amsterdam Theatre statt. Die Europapremiere fand am 6. Dezember 2015 im Theater Neue Flora in Hamburg statt.

## Handlung

### Erster Akt (Beginn)
Der junge Straßendieb Aladdin ist obdachlos, arm und lebt im fiktiven Agrabah. Zusammen mit seinen Freunden Babkak, Omar und Kassar verdient er sich mit Diebstählen seinen Unterhalt. Im Palast von Agrabah stellt der Sultan seine Tochter Jasmin zur Wahl: Entweder sie findet einen Prinzen und heiratet oder er sucht für sie einen Gatten. Jasmin möchte jedoch aus wahrer Liebe heiraten. Da sie den Palast noch nie verlassen hat, will sie sich heimlich aus ihrem Zuhause schleichen und die Stadt erkunden. Der Großwesir des Sultans, Dschafar, erfährt von den Plänen des Sultans und heckt einen Plan aus, wie er selber auf den Thron kommen kann. Zusammen mit seinem Gehilfen Jago muss er eine Wunderlampe aus einer Höhle holen. Jedoch ist den beiden der Zutritt zur Höhle verboten, da diese nur von einer Person mit makellosem Charakter, dem „ungeschliffenen Diamanten“, betreten werden kann. Es ist Aladdin.
Auf dem Basar treffen Aladdin und Jasmin aufeinander, und die beiden sind voneinander hingerissen. Jasmin begleitet Aladdin in seinen Unterschlupf. Dort werden sie jedoch von den Palastwachen gefasst, und Aladdin soll wegen Entführung der Prinzessin hingerichtet werden. Er wird jedoch von Dschafar gerettet unter der Bedingung, dass Aladdin die Wunderlampe aus der Höhle holt. Aladdin willigt ein und begibt sich in die Höhle. Dort findet er nicht nur die Öllampe, sondern auch noch ägyptische Jade. Als er diese nimmt, schließt sich die Höhle. In seiner Verzweiflung reibt er an der Lampe, und der magische Dschinni erscheint. Da Aladdin Dschinni befreit hat, hat er drei Wünsche frei. Nachdem Dschinni Aladdin aus der Höhle befreit hat, wünscht sich dieser, – für Jasmin – ein Prinz zu sein.

### Zweiter Akt (Hauptteil)
Unter dem Namen Prinz Ali kommt er zusammen mit Dschinni, Babkak, Omar und Kassar im Palast an, um um die Hand der Prinzessin Jasmin anzuhalten. Hier zeigt Jago Aladdin den Weg zu den Gemächern der Prinzessin, obwohl das verboten ist. Prinz Ali kommt Jasmin näher und zeigt ihr seine Welt. Dadurch kommt Jasmin dahinter, dass Prinz Ali der Junge vom Basar ist. Doch Aladdin wird von Dschafar gefangen genommen und landet zusammen mit seinen Freunden im Verlies. Aladdins zweiter Wunsch befreit die Fünf.
Der Sultan gibt den Segen zur Hochzeit von Aladdin und Jasmin, jedoch klaut Dschafar die Öllampe und wird neuer Meister des Dschinnis. Mit seinem ersten Wunsch nimmt er Jasmin gefangen, mit seinem zweiten beansprucht er den Thron des Sultans. Da Aladdin weiß, dass die Fähigkeiten eines Dschinnis begrenzt sind, rät er Dschafar sich selbst zum mächtigsten Dschinni zu machen. Daraufhin verschwindet er selbst in einer Öllampe, die vom Sultan aufbewahrt wird. Jasmin und Aladdin heiraten und er wünscht sich mit seinem verbleibenden Wunsch, dass Dschinni von seinen Pflichten als Lampengeist entbunden wird und somit frei ist. Jago wird ins Gefängnis geworfen und Babkak, Omar und Kassar werden königliche Ratgeber.

## Titelliste

### Englisch (Original)
Drei Lieder, die nach Howard Ashmans Tod im Produktionsverlauf aus dem Film von 1992 herausgenommen wurden, erhielten im Bühnenmusical wieder einen Platz. Vier weitere wurden zusätzlich geschrieben. Alle Kompositionen stammen von Alan Menken, die Liedtexter stehen in eckigen Klammern hinter dem jeweiligen Titel.
| Erster Akt - „Overture“ – Orchester - „Arabian Nights“ [A/B***] – Genie und Ensemble - „One Jump Ahead“ [A] – Aladdin und Ensemble - „One Jump Ahead (Reprise)“ [A] – Aladdin - „Proud of Your Boy“ [B*] – Aladdin - „These Palace Walls“ [C**] – Jasmine und Zofen - „Babkak, Omar, Aladdin, Kassim“ [B*] – Babkak, Omar, Aladdin, Kassim, Jasmine und Ensemble - „A Million Miles Away“ [C**] – Aladdin und Jasmine - „Diamond in the Rough“ [C**] – Jafar, Iago und Aladdin - „Friend Like Me“ [B] – Genie, Aladdin und Ensemble - „Act One Finale“ – Genie und Aladdin - „Friend Like Me (Reprise)“ [B] - „Proud of Your Boy (Reprise I)“ [C**] | Zweiter Akt - „Prince Ali“ [B] – Genie, Babkak, Omar, Kassim und Ensemble - „A Whole New World“ [A] – Aladdin und Jasmine - „High Adventure“ [B*] – Babkak, Omar, Kassim und Ensemble - „Somebody’s Got Your Back“ [C**] – Aladdin, Genie, Babkak, Omar und Kassim - „Proud of Your Boy (Reprise II)“ [B] – Aladdin - „Prince Ali (Sultan Reprise)“ [C**] – Sultan und Ensemble - „Prince Ali (Jafar Reprise)“ [A] – Jafar - „Finale Ultimo“ – Ensemble - „Arabian Nights (Reprise)“ [B/C*] - „A Whole New World (Reprise)“ [A] - „Bows: Friend Like Me (Reprise II)“ [B] – Ensemble |

[A] Tim Rice • [B] Howard Ashman • [C] Chad Beguelin

* Dieses Lied wurde aus dem Film herausgeschnitten und für das Musical wieder integriert.

** Dieses Lied wurde eigens für das Bühnenmusical geschrieben.

*** Dieses Lied beinhaltet eine Ergänzung zu Ashmans Text, welche ursprünglich bereits für den Film von 1992 als Antwort auf eine darin hervorgerufene Kontroverse geschrieben wurde.

### Deutsch
| Erster Akt - „Ouvertüre“ – Orchester - „Arabische Nächte“ – Dschinni und Ensemble - „Schnell Weg“ – Aladdin und Ensemble - „Stolz Auf Deinen Sohn“ – Aladdin - „Diese Mauern“ – Jasmin und Zofen - „Babkak, Omar, Aladdin Und Kassar“ – Babkak, Omar, Aladdin, Kassar, Jasmin und Ensemble - „Millionen Meilen Fern“ – Aladdin und Jasmin - „Der Ungeschliffene Diamant“ – Dschafar, Jago und Aladdin - „So 'nen Kumpel Hattest Du Noch Nie“ – Dschinni, Aladdin und Ensemble - „Erster Akt Finale“ – Dschinni und Aladdin | Zweiter Akt - „Prinz Ali“ – Babkak, Omar, Kassar, Dschinni und Ensemble - „In Meiner Welt“ – Aladdin und Jasmin - „Allerhöchste Spannung“ – Babkak, Omar, Kassar und Ensemble - „Wie Gut Wir Uns Versteh’n“ – Dschinni, Aladdin, Babkak, Omar und Kassar - „Stolz Auf Deinen Sohn (Reprise)“ – Aladdin - „Prinz Ali (Sultan Reprise)“ – Sultan und Ensemble - „Prinz Ali (Dschafar Reprise)“ – Dschafar - „Finale Ultimo“ – Ensemble |

## Besetzung

### Deutschland
|          | Premierenbesetzung Hamburg (2015) | Premierenbesetzung Stuttgart (2019) |
| -------- | --------------------------------- | ----------------------------------- |
| Aladdin  | Richard-Salvador Wolff            | Philipp Büttner                     |
| Jasmin   | Myrthes Monteiro                  | Nienke Latten                       |
| Dschinni | Enrico De Pieri                   | Maximilian Mann                     |
| Dschafar | Ethan Freeman                     | Paolo Bianca                        |
| Sultan   | Claus Dam                         | Claus Dam                           |
| Jago     | Eric Minsk                        | Eric Minsk                          |
| Omar     | Pedro Reichert                    | Robin Cadet                         |
| Babkak   | Stefan Tolnai                     | Rafael van der Maarel               |
| Kassar   | Philipp Hägeli                    | Nicolas Christahl                   |

Im Herbst 2014 wurde das Musical für das darauffolgende Jahr in Hamburg angekündigt. Die Hauptrollen des Aladdin, Jasmin und Dschinni wurden im Juni 2015 mit Richard-Salvador Wolff,  Myrthes Monteiro und Enrico De Pieri besetzt. Die Europapremiere fand am 6. Dezember 2015 im Musicaltheater Neue Flora statt. Im  November 2017 fand ein erster Castwechsel statt. Philipp Büttner und Kristofer Weinstein-Storey übernahm die Hauptrollen des Aladdin und Dschinni. Büttner war bereits seit Oktober 2016 alternierend in der Rolle zu sehen. Im Herbst 2018 löste Nienke Latten Monteiro in der Rolle der Jasmin ab. Am  3. Februar 2019 fand die letzte Vorstellung in Hamburg statt und anschließend wechselt das Musical nach Stuttgart. Dort wurde es zwischen dem 21. März 2019 und dem 19. Januar 2023 in knapp 900 Vorstellungen im Stage Apollo Theater gespielt. Die Hauptrollen übernahmen erneut Büttner und Latten, während Maximilian Mann den Part des Flaschengeistes spielt. Aufgrund der Corona-Pandemie musste das Musical zwischen März 2020 und November 2021 pausieren. Bei der Wiederaufnahme wurden die Hauptrollen von Gonzalo Campos López und Mae Ann Jorolan übernommen. López war bereits ab Herbst 2019 alternierend Aladdin sowie Omar. Jorolan verließ die Show im Juli 2022 und wurde von Rita Sebeh abgelöst.

### International
| Character | Original Broadway Cast | Original Tokio Cast | Original London Cast  | Original Australian Cast |
| --------- | ---------------------- | ------------------- | --------------------- | ------------------------ |
| Aladdin   | Adam Jacobs            | Yuichihiro Hyakuya  | Dean-John Wilson      | Ainsley Melham           |
| Jasmin    | Courtney Reed          | Mizue Okamoto       | Jade Ewen             | Arielle Jacobs           |
| Dschinni  | James Monroe Iglehart  | Hisashi Takiyama    | Trevor Dion Nicholas  | Michael James Scott      |
| Dschafar  | Jonathan Freeman       | Kimizuki Makino     | Don Gallagher         | Adam Murphy              |
| Sultan    | Clifton Davis          | Yoishihiro Ishinami | Irvine Iqbal          | George Henare            |
| Jago      | Don Darryl Rivera      | Ryota Sakai         | Peter Howe            | Ajin Abella              |
| Omar      | Jonathan Schwartz      | Yoichiro Saito      | Rachid Sabitri        | Robert Tripolino         |
| Babkak    | Brian Gonzales         | Hidenori Shirase    | Nathan Amzi           | Troy Sussman             |
| Kassim    | Brandon O’Neill        | Kenji Nishio        | Stephen Rahman-Hughes | Adam Jon Fiorentino      |

## Aufführungen
| Land                   | Aufführungsort | Premiere         | Derniere          | Theater               |
| ---------------------- | -------------- | ---------------- | ----------------- | --------------------- |
| Vereinigte Staaten     | Broadway       | 20. März 2014    | offen             | New Amsterdam Theatre |
| Vereinigte Staaten     | Tournee        | 11. April 2017   | März 2020         |                       |
| Japan                  | Tokio          | 20. Mai 2015     | offen             | Dentsu Shiki Theatre  |
| Deutschland            | Hamburg        | 6. Dezember 2015 | 3. Februar 2019   | Neue Flora            |
| Deutschland            | Stuttgart      | 21. März 2019    | 19. Januar 2023   | Apollo Theater        |
| Vereinigtes Königreich | London         | 15. Juni 2016    | 24. August 2019   | Prince Edward Theatre |
| Australien             | Tournee        | 11. August 2016  | 1. September 2019 |                       |

## Auszeichnungen
Die Hamburger Inszenierung des Musicals gewann einen Preis bei den Live Entertainment Award 2016 (LEA) in der Kategorie „Show des Jahres“. Das Broadway-Musical wurde 2014 unter anderem für mehrere Tony Awards und Drama Desk Awards nominiert und gewann jeweils einen Preis.

## Weitere Musical-Versionen
Nebst dem bekanntesten Musical von Alan Menken aus dem Jahr 2011 gibt es weitere Aladdin-Musicalversionen:
Aladdin und die Wunderlampe von Robert Persché (2013)
 
Das Musical Aladdin und die Wunderlampe stammt von Komponist Robert Persché und Autor Andreas Braunendal. Die Uraufführung fand am 16. November 2013 in der Oper Graz statt. Diese Version von Aladdin wird heute kaum mehr aufgeführt.
Aladin des Theaters Liberi (2022)

Das auf Familienmusicals spezialisierte Theater Liberi lancierte im Jahr 2022 eine neue Version des Aladin-Musicals mit eigener Musik und eigenem Text. Das Stück wird seitdem in verschiedenen großen und mittelgroßen Städten in Deutschland, Österreich, Schweiz, Liechtenstein und Luxemburg aufgeführt.